# Scott Rudin
Scott Rudin, född 14 juli 1958 i Baldwin, Nassau County, New York, är en amerikansk film- och teaterproducent.

## Biografi
Rudin är född och uppvuxen i New York. Vid 16 års ålder började Rudin arbeta som assistent till teaterproducenten Kermit Bloomgarden. Senare arbetade Rudin också för producenterna Robert Whitehead och Emanuel Azenberg. Istället för att fortsätta studera startade Rudin sitt eget företag, där han arbetade med rollbesättning för olika teateruppsättningar.
På senare år har Rudin även arbetat med film. Han vann bland annat en Oscar för filmen No Country for Old Men 2008.
Rudin lever sedan lång tid tillbaka i New York med sin partner John Barlow.

## Filmografi (urval)
- 1990 – Dödlig puls (exekutiv producent)
- 1991 – Fallet Henry
- 1991 – Familjen Addams
- 1992 – En värsting till syster (exekutiv producent)
- 1992 – Het sand
- 1992 – Jennifer 8 (exekutiv producent)
- 1993 – Den heliga familjen Addams
- 1993 – En värsting till syster 2
- 1993 – Firman
- 1993 – Oskyldiga drag
- 1994 – Nobody's Fool
- 1995 – Clueless
- 1995 – Sabrina
- 1996–1999 – Clueless (TV-serie)
- 1996 – Före detta fruars klubb
- 1996 – Marvins döttrar
- 1996 – Ransom
- 1997 – Ute eller inte
- 1998 – A Civil Action
- 1998 – Truman Show
- 1999 – Bringing Out the Dead
- 1999 – Sleepy Hollow
- 1999 – South Park: Bigger Longer & Uncut (exekutiv producent)
- 1999 – Ängeln på sjunde trappsteget
- 2000 – Rules of Engagement
- 2000 – Shaft
- 2000 – Wonder Boys
- 2001 – The Royal Tenenbaums
- 2001 – Zoolander
- 2002 – Orange County
- 2002 – Changing Lanes
- 2002 – Timmarna
- 2003 – School of Rock
- 2004 – Closer (exekutiv producent)
- 2004 – Lemony Snickets berättelse om syskonen Baudelaires olycksaliga liv (exekutiv producent)
- 2004 – Life Aquatic
- 2004 – Team America
- 2004 – The Manchurian Candidate
- 2004 – The Stepford Wives
- 2004 – The Village
- 2006 – Freedomland
- 2006 – Hemma bäst
- 2006 – Notes on a Scandal
- 2006 – The Queen (exekutiv producent)
- 2006 – Venus (exekutiv producent)
- 2007 – Margot at the Wedding
- 2007 – No Country for Old Men
- 2007 – The Darjeeling Limited
- 2007 – There Will Be Blood (exekutiv producent)
- 2008 – Den andra systern Boleyn (exekutiv producent)
- 2008 – Revolutionary Road
- 2008 – Stop-Loss
- 2008 – Tvivel
- 2009 – Den fantastiska räven
- 2009 – It's Complicated
- 2009 – Julie & Julia (exekutiv producent)
- 2010 – Greenberg
- 2010 – Social Network
- 2010 – The Way Back (exekutiv producent)
- 2010 – True Grit
- 2011 – Extremt högt och otroligt nära
- 2011 – Margaret
- 2011 – Moneyball (exekutiv producent)
- 2011 – The Girl with the Dragon Tattoo
- 2012 – Moonrise Kingdom
- 2012 – Frances Ha
- 2012 – The Dictator
- 2012 – The Newsroom (TV-serie)
- 2013 – Captain Phillips
- 2013 – Inside Llewyn Davis
- 2014 – Ex Machina (exekutiv producent)
- 2014 – Inherent Vice (exekutiv producent)
- 2014 – The Grand Budapest Hotel
- 2014 – While We're Young
- 2015 – Aloha
- 2015 – Steve Jobs
- 2016 – Fences
- 2016 – Zoolander 2
- 2017 – Lady Bird
- 2018 – 22 July
- 2018 – Isle of Dogs
- 2018 – The Girl in the Spider's Web
- 2021 – Kvinnan i fönstret